# Antera Baus
María Tomasa Antera Baus Ventura, conocida artísticamente como Antera Baus (Cartagena, 1797-Madrid, 1848) fue una actriz española de los siglos XVIII y XIX, 'primera dama' de los teatros de Madrid.

## Biografía
Nacida según algunas fuentes el 2 de enero de 1797, Antera era hija del actor y empresario barcelonés Francisco Baus Ferrer y de la actriz logroñesa Ventura Laborda Soro.
Su primera aparición en escena fue el 19 de octubre de 1807, cerca de cumplir los once años, en el estreno de la comedia en verso El anciano y los jóvenes, en la que Isidoro Máiquez era director y actor. Desde que comenzó a aparecer en las convocatorias de las representaciones acortó su nombre artístico a Antera Baus porque, de acuerdo con su madre, su nombre real resultaba demasiado largo y no comercial.
En septiembre de 1810, con apenas 13 años, ingresó como 'sexta dama' en la compañía del Príncipe de Madrid. En octubre de 1811 era 'segunda dama' de la compañía formada por el nuevo Ayuntamiento de Madrid constituido por el general Duque de Wellington.
El embarazo de la amante de Máiquez, María Maqueda, dejó a la compañía sin 'primera dama' y permitió a Antera Baus acceder por primera vez a ese puesto el 15 de julio de 1812, contando con tan solo 15 años de edad, en la obra La escuela de maridos de Fernández de Moratín en la que el propio Máiquez actuaba de primer galán.
La menciona Cotarelo en su estudio sobre el teatro en torno al gran Máiquez, cuando, tras el éxito del drama El día dos de Mayo (que habían escenificado Antera e Isidoro en 1813), el gran divo la reclamó como primera dama en el coliseo del Príncipe (aunque también aparece en la temporada 1814-1815 como 'actriz de cantado y de verso' en el Teatro de la Cruz).
Con Máiquez cosechó grandes éxitos con sus interpretaciones de la Raquel de García de la Huerta (que no había vuelto a representase desde 1778, aún en vida del autor), y de La villana de Vallecas, de Tirso de Molina.

### Familias de la farándula
Relata Díaz de Escovar que en febrero de 1813, Antera se casó con el actor Bernardo Gil -viudo de Antonia Zárate-, y de cuya unión nacería el dramaturgo Isidoro Gil y Baus. Fue madrastra de Antonio Gil de Zárate, que en 1827 le dedicaría su tragedia Don Pedro de Portugal. También influyó Antera en sus hermanas de padre Teresa y Joaquina, en especial en esta última (que llegó a ser considerada como la heredera de Rita Luna), que luego sería madre de Manuel Tamayo y Baus.